# Tengiz Sulakvelidze
Tengiz Grigórievich Sulakvelidze (Kutaisi, Unión Soviética, 23 de julio de 1956) es un ex-futbolista georgiano que jugó en la extinta selección de fútbol de la Unión Soviética. Se desempeñaba como defensa o centrocampista.

## Clubes
| Club               | País            | Año         | Partidos | Goles |
| FC Torpedo Kutaisi | Unión Soviética | 1974 - 1978 | 138      | 2     |
| FC Dinamo Tbilisi  | Unión Soviética | 1978 - 1988 | 279      | 21    |
| IFK Holmsund       | Suecia          | 1989        | 14       | 1     |

- Datos: Q922608
- Multimedia: Tengiz Sulakvelidze / Q922608